# Mesorregión del Centro-Norte de Mato Grosso del Sur
La mesorregión del Centro-Norte de Mato Grosso del Sur es una de las cuatro mesorregiones del estado brasileño de Mato Grosso del Sur. Es formada por la unión de dieciséis municipios agrupados en dos microrregiones.

## Microrregiones
- Alto Taquari
- Campo Grande

- Datos: Q1997292